# Sappi
Sappi est une entreprise papetière sud-africaine. Elle est la 8e plus grande entreprise dans le secteur papetier en 2010, avec une production de 6 900 millions de tonnes. Ces principaux marchés sont l'Europe, les États-Unis et l'Afrique du Sud.